# Finn Lützow-Holm
Finn Lützow-Holm (ur. 28 maja 1890 w Nesseby, zm. 3 czerwca 1950 w Oslo) – norweski pionier lotnictwa i polarnik, razem z Hjalmarem Riiser-Larsenem przeprowadzał loty wspierające Roalda Amundsena i Umberto Nobilego, uczestnik wypraw na Antarktydę, dowódca norweskich sił powietrznych marynarki wojennej. 

## Życiorys
Finn Lützow-Holm urodził się 28 maja 1890 roku w Nesseby. Dorastał w Risør, po ukończeniu szkoły średniej w 1907 roku, wstąpił do Akademii Marynarki Wojennej, którą ukończył w 1912 roku. W tym samym roku, po zetknięciu się z pierwszym samolotem w Horten, zdecydował się na karierę lotnika. Licencję pilota uzyskał w 1916 roku. Uznanie przyniosły mu brawurowe loty podczas pokazów statków powietrznych w Oslo w 1917 roku i w Kopenhadze w 1919 roku. 
W 1918 roku został pierwszym dowódcą bazy lotniczej w Kristiansand. Zimą 1918 roku wraz z Riiser-Larsenem patrolował z powietrza linię obronną min przeciwpiechotnych na wybrzeżu. Od 1919 roku pełnił funkcję inspektora zakładów lotniczych marynarki w Horten. 
W 1922 roku wraz z Riiser-Larsenem przelecieli dwoma samolotami trasę Horton–Kirkenes w 47 godzin. W drodze powrotnej przeprowadzili pierwszy w Norwegii lot na potrzeby pogotowia ratunkowego w związku z przypadkami tyfusu w zachodniej części Finnmarku. Lützow-Holm przetransportował lekarza z Hammerfest do Alty.
W czerwcu 1925 roku, kiedy wyprawa Amundsena z Riiser-Larsenem jako pilotem jednego z dwóch statków powietrznych nie wróciła z lotu na biegun północny, poprowadził akcję ratunkowa. Jednak zanim ruszyła akcja poszukiwawcza, Riiser-Larsenowi udało się wzbić maszynę w powietrze i wrócić ze wszystkimi sześcioma uczestnikami do Svalbardu.
W 1928 roku wraz z Riiser-Larsenem prowadził poszukiwania Nobilego po jego rozbiciu się sterowcem Italia w rejonie Svalbardu, odnajdując rozbitków, którzy przeżyli katastrofę.
W 1929 roku uzyskał urlop z marynarki i uczestniczył w trzeciej wyprawie Larsa Christiansena na statku Norvegia na Antarktydę prowadzonej przez Riiser-Larsena. Odkryto wówczas i zbadano z powietrza tereny Ziemi Królowej Maud i Wybrzeża Księżniczki Marty. W 1930 roku wziął udział w czwartej ekspedycji na Norvegii na Antarktydę pod kierownictwem Riiser-Larsena, której start opóźnił się wskutek choroby Lützow-Holma. Podczas tej wyprawy odkryto Wybrzeże Księżniczki Ragnhildy. 
W latach 1931–1934 pracował w zakładach lotniczych w Horten, po czym został oddelegowany do sił powietrznych marynarki wojennej. W latach 1925–1936 uczestniczył w lotach szkoleniowych na pięciu samolotach włoskich. W katastrofie jednej z nich został ciężko ranny i stracił nogę. Pomimo tego kontynuował karierę lotnika. 
W 1938 roku został dowódcą sił powietrznych marynarki wojennej. Marynarka patrolowała z powietrza wybrzeże Norwegii do ataku Niemców w 1940 roku. W 1941 roku Lützow-Holm uciekł do Szwecji, a następnie znalazł się w Londynie w norweskich siłach powietrznych na uchodźstwie. Podczas pobytu w Wielkiej Brytanii Lützow-Holm dowiedział się, że jego 20-letni został przyłapany przez Niemców w trakcie ucieczki z Norwegii i stracony wraz z 17 innymi niedoszłymi uciekinierami w kwietniu 1942 roku. Kiedy w 1944 roku doszło do połączenia lotnictwa z siłami powietrznymi marynarki, głównym ich dowódcą został Riiser-Larsen. 
W latach 1948–1959 doradzał norwesko-szwedzko-brytyjskiej wyprawie na Antarktydę. 
Do końca życia pozostał w marynarce. Zmarł 5 czerwca 1950 roku w Oslo.

## Odznaczenia, członkostwa i nagrody
- 1929 – Orderu Świętego Olafa – Kawaler I. Klasy[1]
- Medal Obrony 1940–1945[1]
- Medal 70. rocznicy Hakona VII[1]
- Legia Honorowa[1]
- Medaglia al valore aeronautico[1]

## Upamiętnienie
Na cześć Lützow-Holma nazwano zatokę u wybrzeża Ziemi Królowej Maud w Antarktydzie Wschodniej – Lützow-Holm Bay. 